# Mikroregion Irecê

Mikroregion Irecê

Mikroregion Irecê – mikroregion w brazylijskim stanie Bahia należący do mezoregionu Centro-Norte Baiano. Ma powierzchnię 15.455,10200 km²

## Gminy
- América Dourada
- Barra do Mendes
- Barro Alto
- Cafarnaum
- Canarana
- Central
- Gentio do Ouro
- Ibipeba
- Ibititá
- Iraquara
- Irecê
- João Dourado
- Jussara
- Lapão
- Mulungu do Morro
- Presidente Dutra
- São Gabriel
- Souto Soares
- Uibaí